# M43-as autópálya (Magyarország)

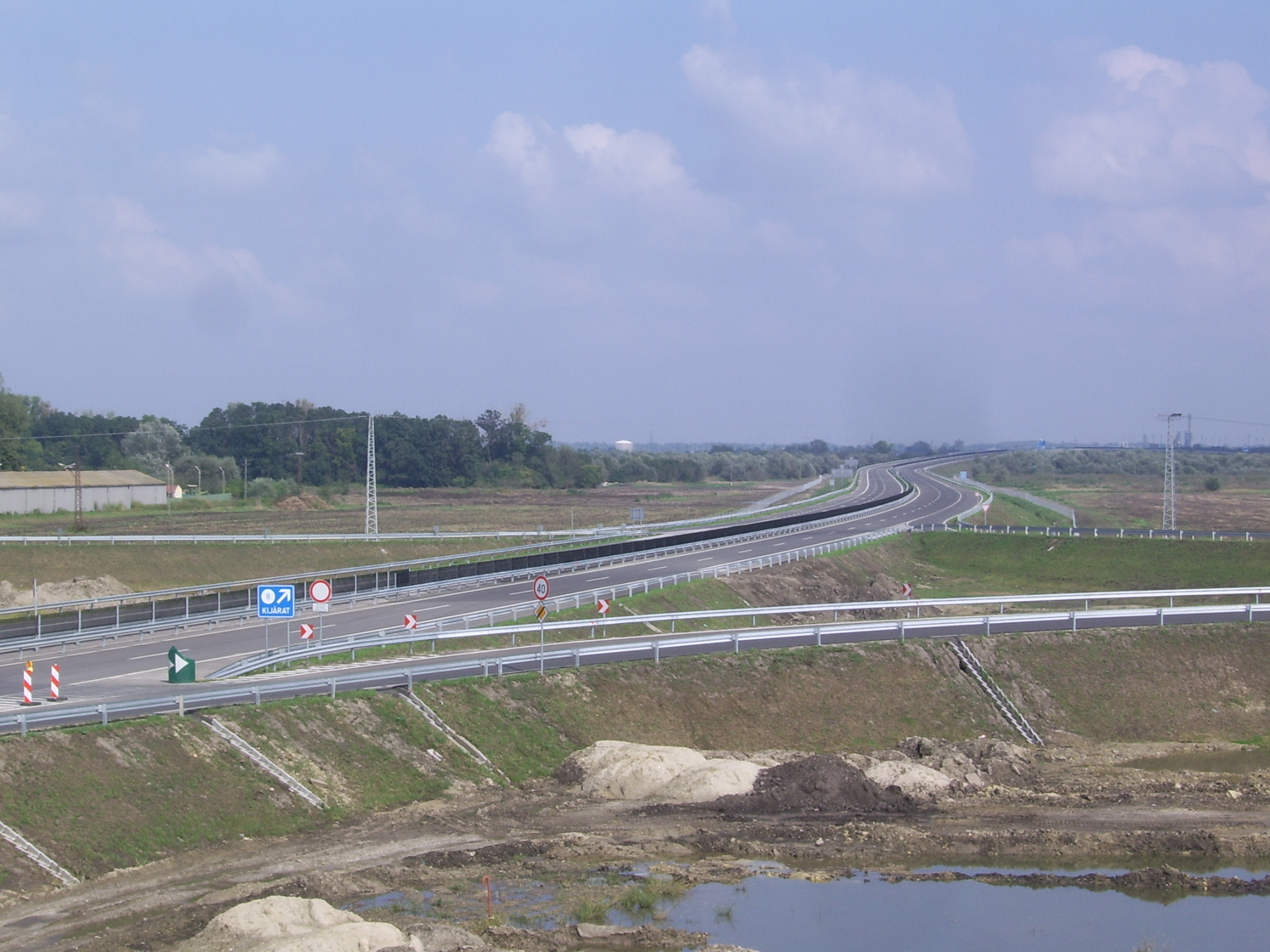
Az M43-as Sándorfalva közelében

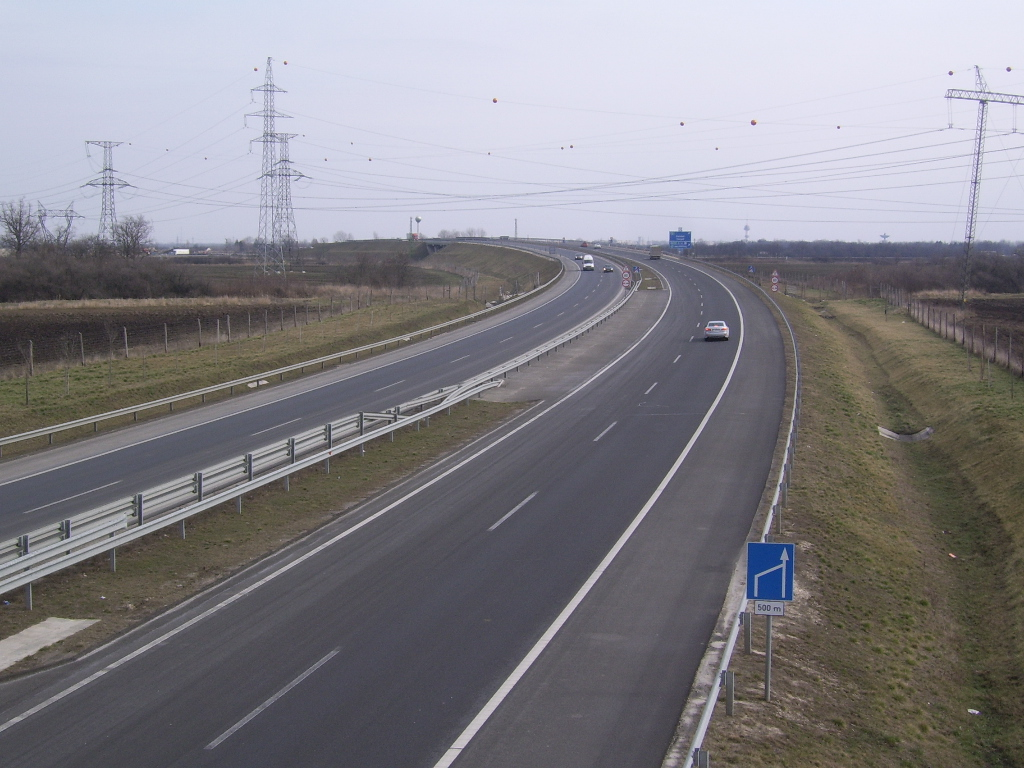
A M43-as Szeged észak közelében

Az M43-as autópálya 57,7 km hosszú autópálya Magyarországon, Csongrád-Csanád vármegyében. Az M5-ös autópályától a román határig (Csanádpalotáig) tart, ahol csatlakozik az A1-es autópályához; ezzel Arad és Temesvár lett az első két romániai nagyváros, amelyek bekapcsolódtak az európai gyorsforgalmiút-hálózatba.
Az irányonként két forgalmi sávos út első szakaszát 2005-ben adták át az M5-ös autópálya Kiskunfélegyháza–Szeged szakaszával együtt. Második, 47-es főútig tartó szakaszát – ideiglenesen főútként – két részletben, 2010 tavaszán és őszén adták át. Harmadik, Makóig tartó szakasza – és ezzel az addig elkészült teljes szakasz autópályaként – 2011 áprilisában nyílt meg. Az utolsó, országhatárig tartó szakaszt 2015. július 11-én adták át a forgalomnak, a romániai A1-es autópálya csatlakozó szakaszával együtt.

## Története

### Tervezés és első szakasz
Az M43-as autópályát már a 2000-es évek elejétől tervezte megépíteni a magyar állam. Az akkori tervek szerint 2015-re érte volna el Makó keleti peremét a félautópályaként megvalósuló M43-as. Románia EU-taggá válását megelőzően azonban annyira megnövekedett a régi 43-as út menti települések életét megnehezítő teherforgalom, hogy döntés született az M43-as teljes autópályaként történő kiépítéséről. Az út első, alig három kilométeres szakasza 2005. december 10-én, az M5-ös út Kiskunfélegyháza és Szeged közötti szakaszával együtt nyílt meg.

### Szeged–Makó
2007-ben határoztak az autópálya továbbépítéséről. A Szegedet északról elkerülő és Makóig tartó szakasz megvalósítására szóló megbízást négy útépítő konzorcium nyerte el. Az út alapkövét 2008. július 18-án tették le Szeged északi határában. 2009 nyarára a Szegedet északra elkerülő szakaszon már a tervezetthez képest jelentős lemaradással küzdöttek az építők, ezért az építtető cég megkísérelte elérni, hogy nyolc hónappal tolják el az 5-ös és 47-es főutak közötti rész megnyitását. Az építő cég egy vízvezeték védelmének megoldatlanságával indokolta a lemaradást, ám az út nem csak a vízvezetéket érintő szakaszon volt alacsony készültségi szinten. 2009 decemberében, az átadás tervezett időpontja után a beruházó és a építő konzorcium az út átadásának halasztásáról egyezett meg. Az útépítés továbbra is csak nagyon vontatottan haladt. Az autópálya 5-ös út és Szeged-Sándorfalva közötti (Csongrád–Szeged összekötő útig tartó) 4,4 km-es szakaszát 2010. április 1-jén helyezték ideiglenes forgalomba. A Tisza-híd átadása nélkül a tranzitforgalmat ráengedni nem volt célszerű, így megnyitásakor csupán főútként, sebesség- és súlykorlátozással került átadásra. Az útépítés botrányokkal terhelten folytatódott. Csődöt jelentett az útépítő konzorcium egyik vezető tagja, a Szeviép, majd az elvégzett, de ki nem fizetett munkák miatt elégedetlen alvállalkozók kezdtek tiltakozásba. A beruházást ellenőrző NIF 2010 május közepén megelégelte az építtető konzorcium vergődését és a szerződés felbontását helyezte kilátásba, amely végül nem történt meg. A 47-es főútig tartó 3,3 km-es szakaszt 2010. október 7-én adták át, szintén főútként.
Az autópálya harmadik szakaszát – és ezzel az addig elkészült teljes szakaszt autópályaként – 2011. április 20-án helyezték forgalomba Makóig. A forgalom megindulása előtt – 2011. április 16-17-én – a Móra Ferenc hidat a gyalogosok és kerékpárosok vehették birtokba. A várost elkerülő 7 km hosszú főúti visszakötés forgalomba helyezése 2010. november 3-án történt.

### Makó–országhatár
Az utolsó 23,1 km-es határig tartó szakasz kivitelezésére a Duna Aszfalt Kft. köthetett kivitelezési szerződést 46,5 milliárd forint értékben. Alapkő letételre 2013. április 10-én került sor. Az autópálya befejező szakaszát 2014 szeptemberében tervezték átadni. A román oldalon az építkezés csúszása miatt azonban nem készült el időben az autópálya csatlakozás. 2014. május 20-án bejelentették, hogy 4 milliárd forintot különítenek el, hogy átmeneti vagy tartós jelleggel biztosítsák az M43-as autópálya és a régi nagylaki határátkelőhely összekapcsolását. 2014 júliusában aztán eldőlt, hogy az átadást késleltetve 2015 közepe lesz a megnyitás új dátuma. A 23 km-es szakasz átadása végül 2015. július 11-én történt meg, a romániai az A1-es autópálya Pécska–Nagylak közötti 16 kilométeres szakaszának átadásával együtt. Ezzel Arad és Temesvár lett az első két romániai nagyváros, amelyek bekapcsolódtak az európai gyorsforgalmiút-hálózatba.
| Fázis | Csomópontok között                             | Hossza  | Átadás dátuma      | Teljes hossz |
| ----- | ---------------------------------------------- | ------- | ------------------ | ------------ |
| 1.    | – Szeged-észak()                               | 3 km    | 2005. december 10. | 3 km         |
| 2.A   | Szeged-észak() – Szeged–Sándorfalva            | 4,4 km  | 2010. április 1.   | 7,4 km       |
| 2.B   | Szeged–Sándorfalva – Szeged–Hódmezővásárhely() | 3,3 km  | 2010. október 7.   | 10,7 km      |
| 2.C   | Szeged–Hódmezővásárhely() – Makó               | 23,9 km | 2011. április 20.  | 34,6 km      |
| 3.    | Makó – Csanádpalota (államhatár)               | 23,1 km | 2015. július 11.   | 57,7 km      |

## Fenntartása

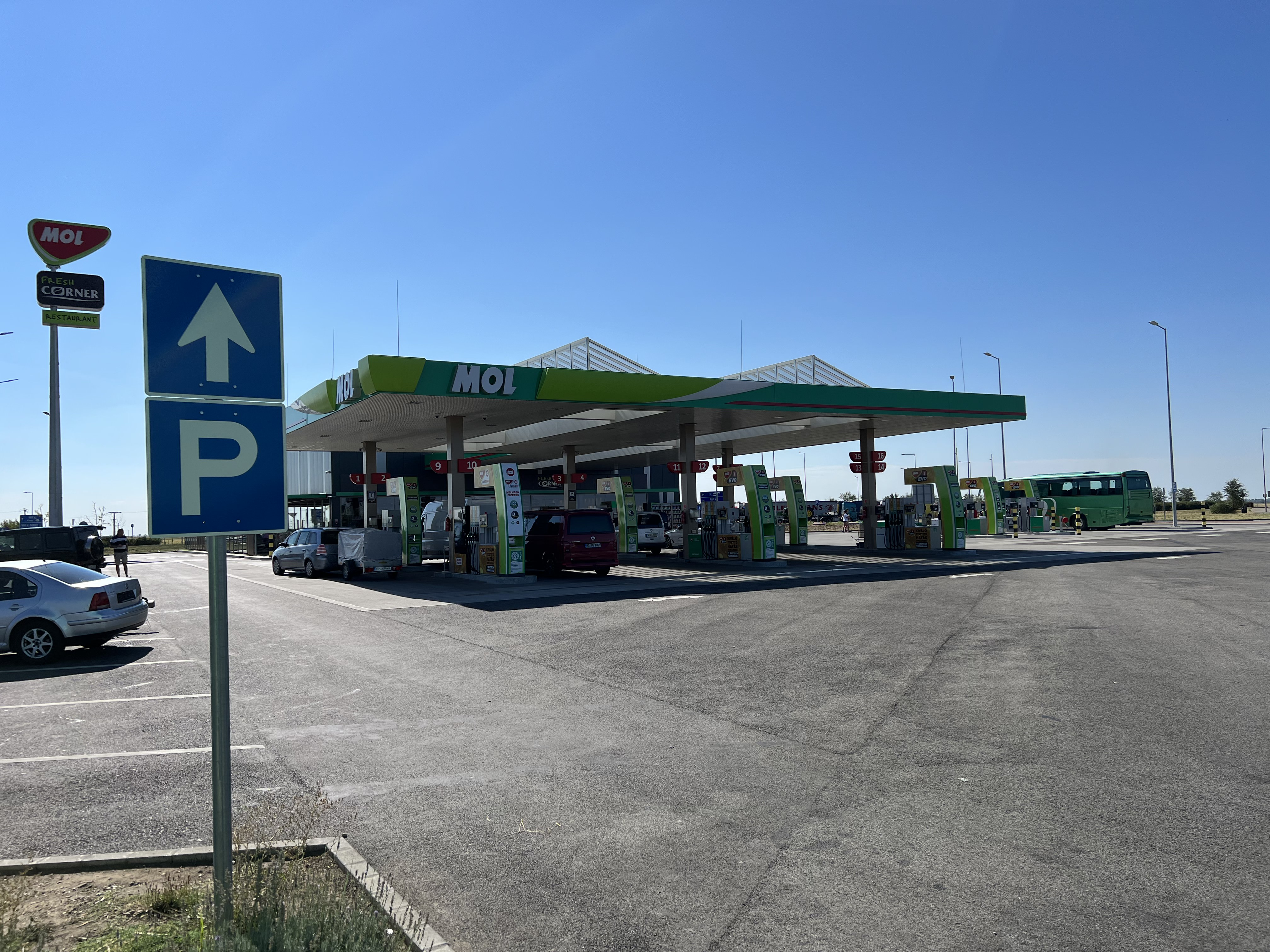
A Kövegyi Szent Gellért pihenőhely, Magyarország legnagyobb MOL töltőállomásával

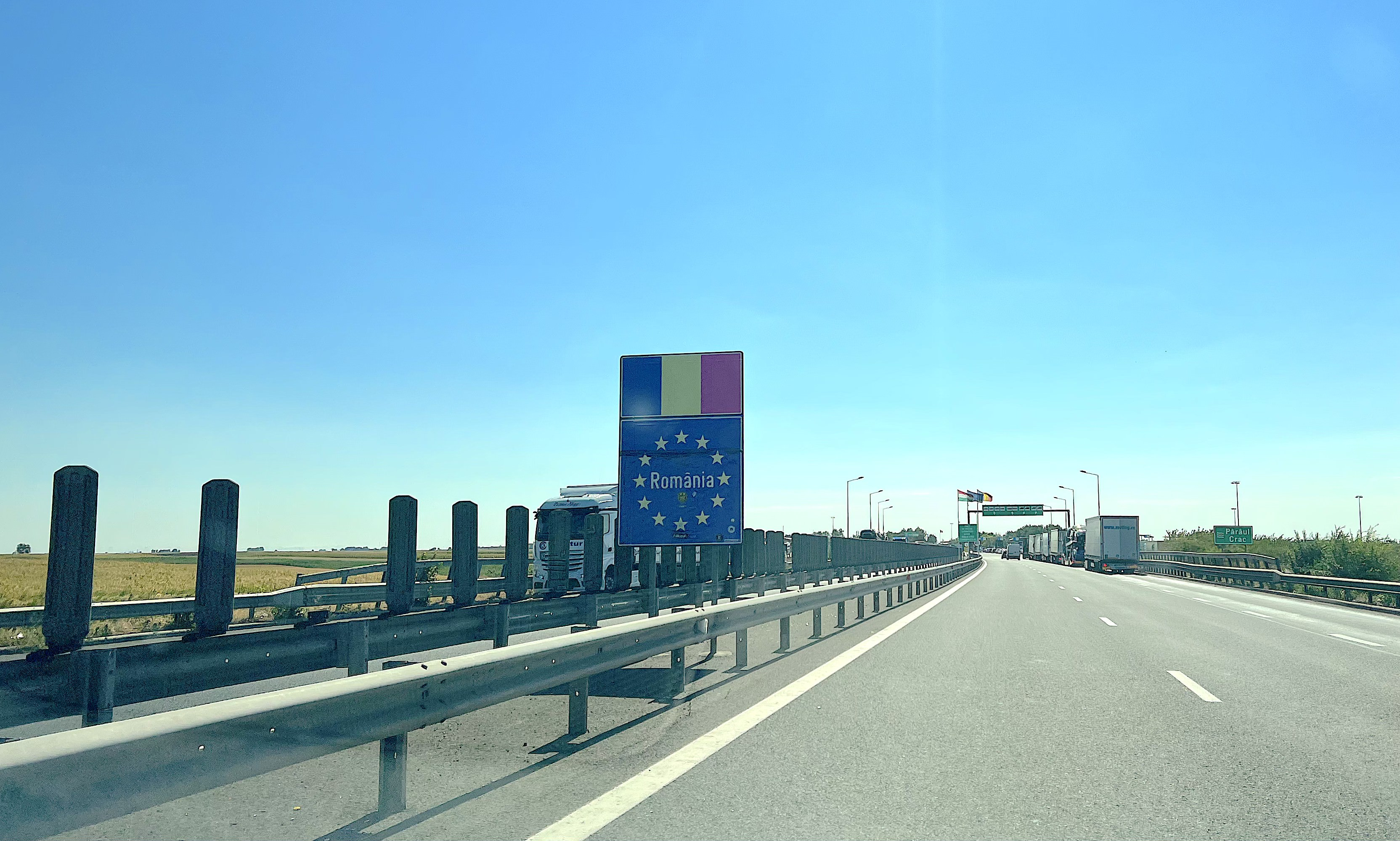
A határátlépési pont Romániába Csanádpalotánál, a Krak-ér előtt

Az M43-as autópálya a magyar állam tulajdona. Az autópályán a makói lehajtónál található üzemmérnökség látja el az üzemeltetési és fenntartási feladatokat, ezen belül a fenntartást a Magyar Közút Nzrt. végzi. A tervek szerint a Makóig tartó szakasz lett volna az első olyan magyarországi autópálya-szakasz, amelynek fenntartását közbeszerzési eljárás során kiválasztott üzemeltető végezheti majd, de az új kormány elvetette ezt az elképzelést.

## Díjfizetés
Az autópálya 2011. április 20-a előtti, főútvonal besorolású 11 kilométeres szakaszának használata ingyenes volt.
A 2011. április 20-i átadással az út az egységes országos útdíjfizetési rendszer része lett, ezután 2014. december 31-ig csak az M5-ös és 5-ös főút közti szakaszon volt ingyenes a D1 kategóriájú járművek számára, 2015. január 1. óta pedig már ez a szakasz is díjköteles, ma országos vagy Csongrád-Csanád vármegyei e-matricával vehető igénybe.